# Stoner rock
Lo stoner rock (occasionalmente stoner metal, che ne è però un sottogenere, spesso abbreviato in stoner) è un sottogenere della musica rock, e occasionalmente heavy metal, caratterizzato dalla commistione di elementi e influenze da parte di generi quali hard rock, acid rock, hardcore punk, doom metal, rock psichedelico, e blues rock. Generalmente lo stoner rock presenta ritmi lenti e chitarre con accordature basse, costante presenza di un basso elettrico dal suono potente, voci melodiche e una produzione "arretrata" e di vecchio stampo, con l'intenzione di rievocare atmosfere tipiche della musica del passato.
Lo stoner è nato all'inizio degli anni novanta negli Stati Uniti, in particolare in California, con l'arrivo dei Kyuss, oltre che degli Sleep per il versante metal, considerati i pionieri del genere.

## Descrizione
I progenitori dello stoner rock, così come gli artisti dei giorni nostri, condividono il consumo di marijuana, da cui deriva il nome "stoned", che in inglese significa "allucinato, fumato". Anche se nella maggior parte dei casi, sarebbe inesatto definire gli appassionati del genere come necessariamente consumatori di canapa, il genere presenta, però, delle caratteristiche sonore che si collegano agli effetti indotti dal consumo di tale sostanza (sonorità acide e psichedeliche).
In genere, "stoner rock" è un termine generico per definire una forma di heavy metal psichedelico dalla velocità ridotta, emerso negli anni novanta, di cui i Kyuss sono ritenuti gli iniziatori. Una scena molto prominente dello stoner si sviluppa in un'area geografica ben distinta, ovvero Palm Desert, in California, portata avanti da band come Kyuss, Unida, Slo Burn, Hermano e Fu Manchu.
Altri gruppi rilevanti sono: Karma to Burn, Monster Magnet, Nebula, Orange Goblin e Sleep. Questi ultimi presentano una marcata influenza doom metal.

## Storia del genere

### Le radici dello stoner rock
Come accade per molti altri generi, anche le radici dello stoner rock sono difficili da individuare, anche se i critici hanno specificato che si è sviluppato come radice del rock psichedelico, dell'hard rock, dell'hardcore punk più sperimentale (Black Flag), e dell'heavy metal. Tra i progenitori del genere, i Black Sabbath furono significativi per lo sviluppo dello stoner rock.
Nonostante questi ultimi abbiano contribuito alla nascita dello stoner, essi non vengono riconosciuti in questa categoria del genere. Le sperimentazioni musicali di molti altri artisti della scena rock degli anni sessanta e settanta, tra cui Blue Cheer, Blue Öyster Cult e Hawkwind ispirarono le successive generazioni di band del genere.
Nonostante il dominio del synthpop degli anni ottanta, e del grunge degli anni novanta, lo stoner rock è sopravvissuto nella scena rock e metal, portato avanti specialmente da artisti underground, e sintetizzando influenze da altri generi.
AllMusic descrive lo stoner rock in queste parole: 
(Allmusic)

### La scena di Palm Desert
Lo stoner rock si sviluppò soprattutto nell'area di Palm Desert, in California. I Kyuss, principali portavoce del genere, divennero, con il passare degli anni, il gruppo simbolo del genere stesso: il loro secondo album, Blues for the Red Sun (1992), è considerato il manifesto del genere. L'album rappresenta un caposaldo per le band successive, nonostante lo scarso successo commerciale all'uscita. NME definisce l'album dei Kyuss affermando che "è una tonnellata di sabbia bollente nel deserto del metal".
In seguito allo scioglimento dei Kyuss, gli ex componenti della band si sono dedicati a svariati progetti musicali, in band come Unida, Slo Burn, Hermano, Fu Manchu, e Queens of the Stone Age; questi ultimi in particolare hanno ereditato le caratteristiche del sound dei Kyuss.
Il principale collettore delle esperienze post-Kyuss sono state senz'altro le Desert Sessions, sorta di jam session registrate al Rancho De La Luna da diversi esponenti della scena come Josh Homme, Pete Stahl, Dave Catching, Chris Goss, Brant Bjork e Fred Drake.

### Successo e popolarità
Non molte band associate con lo stoner rock hanno un forte successo nel mainstream. Negli Stati Uniti, band come Monster Magnet, Queens of the Stone Age e Clutch godono comunque di una discreta popolarità. Altrove, i Fu Manchu, Nebula e Brant Bjork negli Stati Uniti, gli Spiritual Beggars in Svezia, gli Orange Goblin in Regno Unito, Colour Haze in Germania, gli Stoned Jesus in Ucraina, i Los Natas in Argentina, godono di un discreto successo intercontinentale, senza tralasciare gli Olandesi Sungrazer. I Wolfmother, in Australia, hanno raggiunto il successo nel mainstream.